# 일본하늘다람쥐
일본하늘다람쥐 또는 모몬가(Pteromys momonga)는 다람쥐과에 속하는 설치류의 일종이다. 하늘다람쥐속에 포함되는 종의 날다람쥐류 중 하나이다. 일본의 토착종으로 혼슈와 시코쿠와 규슈의 아한대 숲과 상록수림에서 서식한다. 몸길이는 최대 20cm까지 자라고, 손목과 발목을 연결하는 막이 있어서 나무와 나무 사이를 활공할 수 있다. 낮동안에는 보통 침엽수림 속의 나무 구멍 안에 숨어 지내며, 밤에 식물의 새싹과 잎, 나무 껍질, 과일, 씨앗 등을 찾아 먹는다. 직면해 있는 특별한 위협 요인은 없고, 넓은 지역에서 비교적 흔하게 발견되기 때문에 국제 자연 보전 연맹(IUCN)이 "관심대상종"으로 분류하고 있다. 성질이 온순하여 사육하기에 용이하다.

## 특징
몸 길이는 14~20cm, 꼬리 길이는 10~14cm이다. 몸무게는 150~220g이다. 몸무게가 최대 1500g인 일본자이언트날다람쥐보다 상당히 작다. 등 쪽은 회색빛 갈색 털로 덮여 있으며, 배 쪽은 희다. 큰 눈과 편평한 꼬리를 갖고 있다. 날다람쥐류의 종들은 활공하는 데 사용하는 일종의 피부 막인 비막을 갖고 있다. 일본하늘다람쥐는 특별히 다리와 꼬리 사이가 아니라 손목과 발목 사이에 비막을 갖고 있다.

## 사진

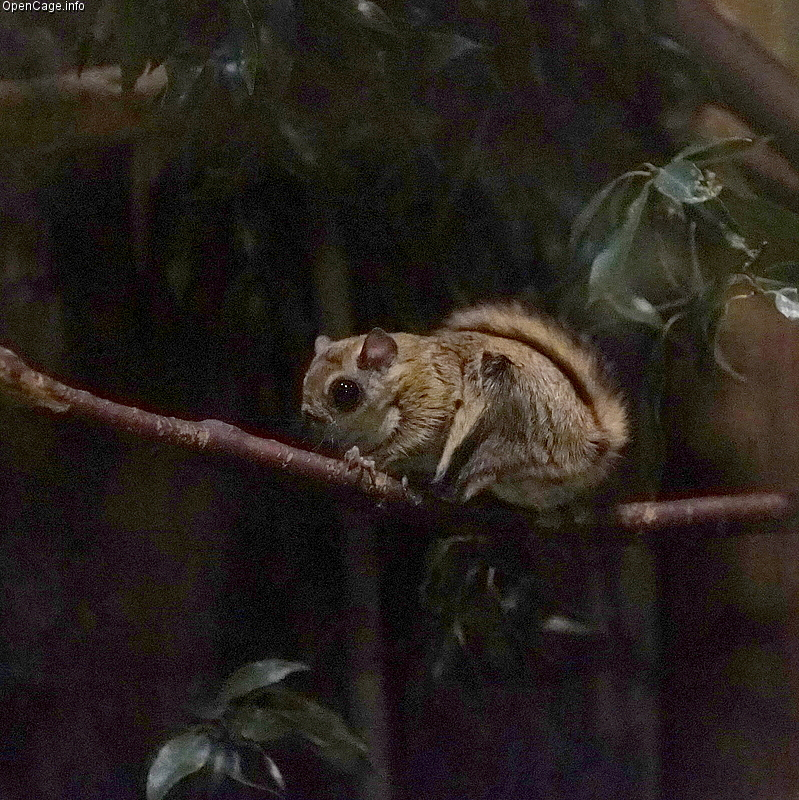
우에노 동물원의 일본하늘다람쥐.
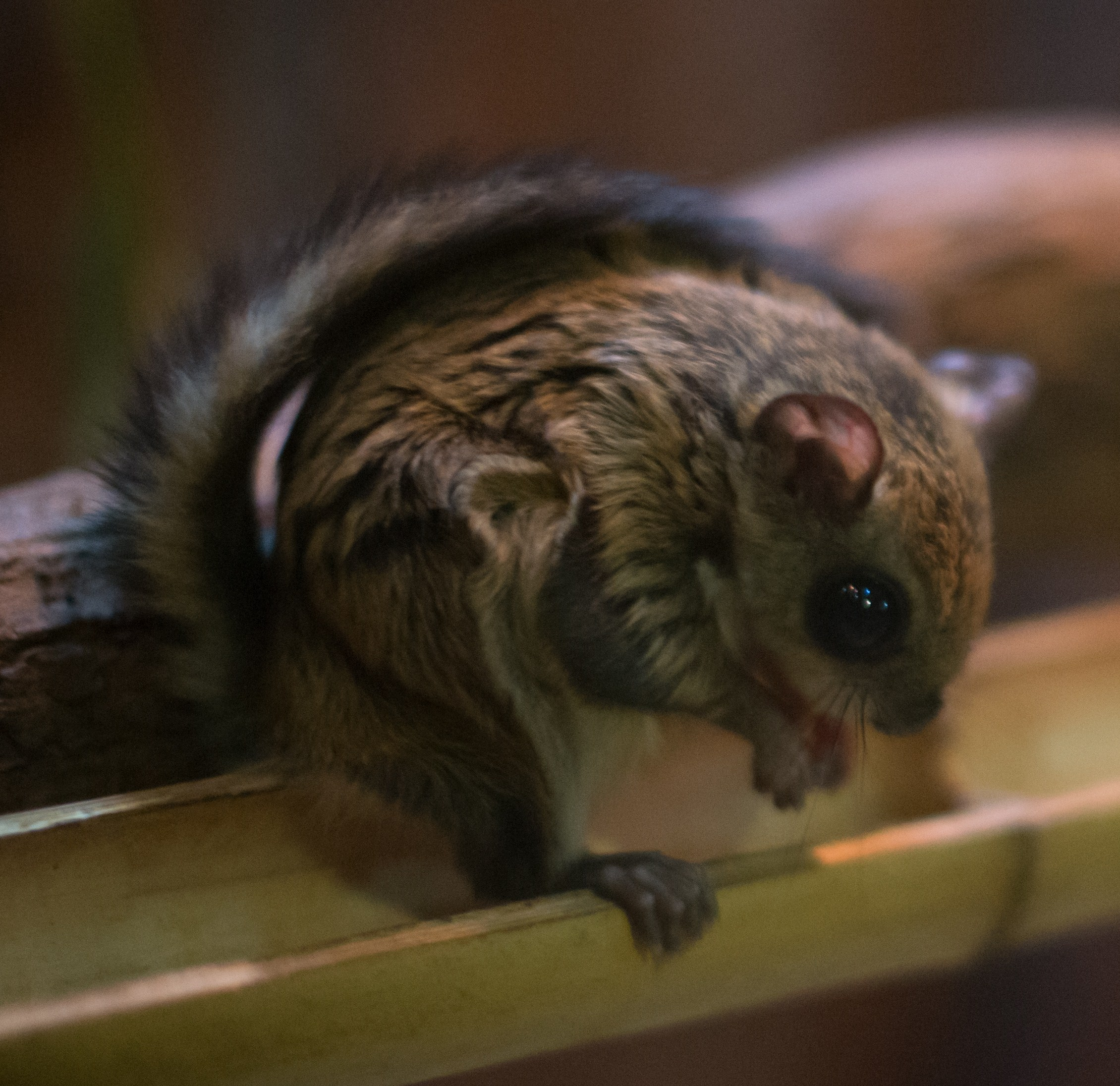
일본하늘다람쥐